# Оганян, Сейран Мушегович
Сейра́н Муше́гович Оганя́н (арм. Սեյրան Մուշեղի Օհանյան; род. 1 июля 1962, Шуша, НКАО, Азербайджанская ССР, СССР) — военачальник Армении и непризнанной НКР. Министр обороны Республики Армения (2008—2016). Генерал-полковник национальной армии Армении (2007).

## Биография
- Родился в семье учителей, преподававших в армянских сельских школах Азербайджанской ССР, затем Армянской ССР. Отец родом из города Гориса Армянской ССР, мать — из села Дашалты Шушинского района НКАО. После рождения Сейрана семья переехала в тогда село Атабек Шамхорского района Азербайджанской ССР, где проживали армяне.
- 1969—1979 — средняя общеобразовательная школа с. Мргашен Наирийского р-на Армянской ССР.
- 1979—1983 — Бакинское высшее общевойсковое командное училище имени Верховного Совета Азербайджанской ССР.
- 1983 — был направлен для прохождения дальнейшей службы в Группу советских войск в Германии проходил в должностях командира мотострелкового взвода, а в марте 1987 был назначен на должность командира мотострелковой роты.
- Июнь 1988 — для прохождения дальнейшей службы был переведен в Краснознаменный Закавказский ВО и назначен на должность командира мотострелковой роты 366-го гвардейского мотострелкового полка 23-й гвардейской мотострелковой дивизии, дислоцированного в Степанакерте.
- С августа 1989 — заместитель командира мотострелкового батальона этого же полка, а с сентября 1990 — командир 2-го мотострелкового батальона 366-го полка, в звании майора.
- С марта 1992 — после вывода 366-го полка из Карабаха, вступил в силы самообороны НКР.
- В мае 1992 — командир одного из 4-х направлений в Шушинской операции сил НКР.
- С июня 1992 — один из руководителей обороны Аскеранского и Мардакертского районов непризнанной НКР.
- Сентябрь 1992 — в окрестностях села Чылдыран Мардакертского района был тяжело ранен, потерял ногу.
- После лечения вернулся в армию и с марта 1993 по февраль 1994 был начальником штаба Армии Обороны НКР, в звании полковника.
- 1994—1997 — первый заместитель командующего Армии Обороны НКР.
- 1997—1999 — командующий 5го АК ВС Республики Армения.
- 1999—2007 — командующий Армии Обороны НКР
- 11 мая 2007 — указом президента Республики Армения назначен начальником Генерального штаба[англ.] Вооружённых сил Армении, первым заместителем министра обороны.
- 2008—2016 — Министр обороны Республики Армении.
- 2020 — принимал участие во второй Карабахской войне сначала в качестве добровольца непосредственно в армии, а потом — при президенте НКР в качестве советника[1].
- ноябрь 2020 — один из командиров армии НКР при битве за Шушу[2].

## Семья
Женат, имеет трёх сыновей и одну дочь. Супруга Рузанна Хачатрян, по профессии врач-стоматолог. Старший сын Давид Оганян, офицер ВС Армении. Другой его сын Артур являлся офицером Армии обороны НКР и был ранен во время 44-дневной войны 2020 года.

## Звания
- Генерал-майор (1995)
- Генерал-лейтенант (2000)
- Генерал-полковник (2007)

## Награды
- Медаль «70 лет Вооруженных Сил СССР», Медаль «За безупречную службу», «За отличие в воинской службе».
- «Герой Арцаха», орден «Золотой Орёл» (сентябрь 1999).
- Орден «Боевой Крест» 1-й степени и медаль «За освобождение Шуши» Нагорно-Карабахской Республики.
- Орден Боевой Крест 1-й степени, «Тигран Великий», медаль «За заслуги перед отечеством» I И II степени Армении.
- Медали «За безупречную службу» 1-й, 2-й, 3-й и 4-й степеней, «Драстамат Канаян», «Маршал Баграмян», «За укрепление сотрудничества», «Материнская благодарность», памятная медаль «Зинаншан», «Маршал Советского Союза Жуков».
- Министром обороны Армении награждён именным оружием, начальником полиции Армении — памятными золотыми часами.
- Орден «Содружество» (16 апреля 2015 года, Межпарламентская ассамблея СНГ) — за активное участие в деятельности Межпарламентской Ассамблеи и её органов, вклад в укрепление дружбы между народами государств — участников Содружества Независимых Государств[7].